# Esteban de Obray
Esteban de Obray (actiu a la primera meitat del segle xvi) va ser un escultor establert a les terres de la Corona d'Aragó i d'origen incert, cunyat del també escultor Juan de Moreto.
Les primeres notícies de la seva estada i activitat en la península Ibèrica el situen a Tudela, Navarra, on treballa en el cor de la Catedral de Santa Maria. Després se sap que va realitzar obres en Cintruénigo i va realitzar, al costat de Juan de Talavera, la portada de la Col·legiata de Santa Maria (Calataiud), una de les seves més importants i destacades obres.
Va realitzar diversos treballs menors a Tarazona i Tafalla, fins que en 1540 se'l localitza treballant en el cor de la Catedral de Pamplona. El 1544 se'l va contractar, al costat del seu cunyat, Juan de Moreto, i Nicolás Lobato, per realitzar el cadiratge complet del cor de la Basílica del Pilar de Saragossa.